# Ostdeutscher Rundfunk Brandenburg
Der Ostdeutsche Rundfunk Brandenburg (ORB) war von seiner Gründung am 12. Oktober 1991 bis zum 30. April 2003 als Landesrundfunkanstalt des Landes Brandenburg eine Anstalt des öffentlichen Rechts mit Sitz in Potsdam.
Mit Wirkung vom 1. Mai 2003 fusionierte der ORB mit dem Sender Freies Berlin (SFB) zum neuen Rundfunk Berlin-Brandenburg (RBB). Wie jetzt der RBB waren auch ORB und SFB Mitglieder der ARD.

## Studios
Der ORB unterhielt seine Sendezentrale mit den Hauptstudios in Potsdam. Weitere Studios befanden sich in Cottbus, Frankfurt (Oder) und Perleberg.

## Geschichte
Zum Aufbau einer eigenständigen Rundfunkorganisation in den sich bildenden neuen Ländern wurden Mitte 1990 Landesrundfunkdirektionen eingerichtet; Landesrundfunkdirektor für Brandenburg wurde Alexander Jereczinsky. Die ehemaligen Bezirkssender Potsdam, Cottbus und Frankfurt (Oder) strahlten bereits ab dem 6. Mai 1990 das Hörfunkprogramm Antenne Brandenburg aus. Für das Fernsehen gestaltete der Landessender Brandenburg (LSB; Leitung: Bernhard Büchel) ab August 1990 auf DFF 1 das Nachrichtenprogramm LSB aktuell, bald umbenannt in Landesschau (seit dem 2. Mai 1992 Brandenburg aktuell). Beide Programme wurden nach der Wiedervereinigung in Trägerschaft der Einrichtung nach Art. 36 Einigungsvertrag bis Ende 1991 fortgeführt.
Der Rundfunkrat des ORB konstituierte sich am 12. Oktober 1991; gleichzeitig wurde der Gründungsbeauftragte Friedrich-Wilhelm von Sell zum Gründungsintendanten. Am 8. November 1991 wurde Hansjürgen Rosenbauer zum Intendanten gewählt, und am 27. November 1991 wurde die Aufnahme von ORB und MDR in die ARD beschlossen. Als der Deutsche Fernsehfunk und der ehemalige Rundfunk der DDR den Sendebetrieb am 31. Dezember 1991 einstellten, ging am 1. Januar 1992 der ORB auf Sendung. 
Aus dem ursprünglichen gesetzlichen Namen „Rundfunk Brandenburg“ (RBr) und dem Votum des Rundfunkrats für „Ostdeutscher Rundfunk“ (ODR) in Anlehnung an die bisherigen ARD-Anstalten NDR, SDR und WDR wurde schließlich „Ostdeutscher Rundfunk Brandenburg“ (ORB), da neben dem ORB auch der MDR und der NDR für Ostdeutschland zuständig wurden.
Der ORB nahm am 1. Januar 1992, 0:00 Uhr – unmittelbar nach Sendeschluss des DFF – den Sendebetrieb auf. Eigentlich durfte der DFF keine Sekunde nach Mitternacht weiter senden – doch bis tatsächlich umgeschaltet wurde, vergingen einige Sekunden. Über einige Sender, die nun das Programm des MDR-Fernsehens ausstrahlten (u. a. Brocken, Dresden), wurde anschließend minutenlang das Bild des MDR mit dem Ton des ORB und seinem Intendanten Hansjürgen Rosenbauer gesendet.
Seinen Sitz hatte der Sender auf dem DEFA-Gelände in Potsdam-Babelsberg. Dort wurde eine Zeit lang das Fernsehprogramm in Baracken der DEFA produziert bis ein modernes Fernsehzentrum neu errichtet wurde. Das Hörfunkprogramm Antenne Brandenburg des DDR-Rundfunks wurde übernommen und weiter betrieben. Dieses wurde zunächst weiter im Gebäude des ehemaligen Bezirksstudios Potsdam des DDR-Rundfunks in der Puschkinallee produziert. Die beiden anderen Programme Radio Brandenburg und Rockradio B wurden im Berliner Funkhaus Nalepastraße des DDR-Rundfunks hergestellt. Später wurden weitere Gebäude in Babelsberg renoviert und hergerichtet sowie ein neues Radiohaus gebaut, um Kapazitäten für alle Programme zu schaffen.
Schon 1995 startete das Info-Radio Berlin-Brandenburg des ORB und des SFB gemeinsam mit der Technischen Universität Berlin den Internetradio Streaming-Dienst Info-Radio on Demand.
Von der Gründung bis zur Fusion mit dem SFB im Jahr 2003 bekleidete Hansjürgen Rosenbauer das Amt des Intendanten.

## Die Programme des ORB

### Hörfunk
Mit dem Sendebeginn des ORB am 1. Januar 1992 verfügte der ORB über drei Hörfunkprogramme. Antenne Brandenburg wurde im Mai 1990 bereits vom Rundfunk der DDR gestartet. Dieses wurde nun als Sender mit regionalen Informationen und einer populären Musikmischung weiterbetrieben. Das zweite Hörfunkprogramm Radio Brandenburg wurde als Kultur- und Informationsprogramm für Brandenburg konzipiert. Ein drittes Hörfunkprogramm Rockradio B war das Jugendprogramm. Es sendete zeitweise auf den Frequenzen des ehemaligen DDR-Jugendradios DT64, welches eingeschränkt aber zunächst nicht abgeschaltet wurde.
Am 22. Februar 1992 startete mit Radio B Zwei ein erstes Hörfunkprogramm in Kooperation mit dem SFB. Das Programm war eine Informations- und Servicewelle für Berlin und Brandenburg und richtete sich an 25- bis 50-jährige Hörer.
Eine weitere Kooperation zwischen ORB und SFB wurde mit dem Jugendradio Fritz auf den Weg gebracht, das das ORB-Jugendradio Rockradio B ersetzte. Sendestart dieses Senders war der 1. März 1993.
Nach kurzem Probebetrieb startete am 28. August 1995 eine weitere Kooperationswelle zwischen ORB und SFB, das Inforadio („infoRADIO“), ein digitaler Nachrichten- und Informationskanal, der rund um die Uhr sendete.
Der weitere Ausbau der Hörfunk-Kooperation zwischen ORB und SFB führte am 26. August 1997 zur Einstellung von Radio Brandenburg (ORB) und Radio BZWEI (ORB/SFB). Als Nachfolgesender für beide Programme ging Radio Eins, ein Tagesbegleitprogramm für Hörer ab 25 Jahren, auf Sendung.
Im Kulturbereich ging der ORB neben dem SFB auch eine Zusammenarbeit mit dem Norddeutschen Rundfunk (NDR) ein. Vom 3. Oktober 1997 bis zum 31. Dezember 2002 war Radio 3 die gemeinsame Klassik- und Kulturwelle von ORB und NDR (bis 2000 war auch der SFB beteiligt).
Gleichzeitig mit Radio 3 am 3. Oktober 1997 startete als weitere Kooperationswelle zwischen ORB und SFB Radio Kultur unter der Federführung des SFB. Dieses Programm bot neben einer breiten politischen Berichterstattung Klassische Musik, Neue Musik, Jazz und Weltmusik.
Bis zum Zeitpunkt der Fusion mit dem SFB am 1. Mai 2003 strahlte der ORB somit alleine oder in Kooperation mit anderen Hörfunk- und Fernsehanstalten folgende Programme aus:
- Antenne Brandenburg – Landesprogramm mit regionalen Informationen aus den Studios in Potsdam, Cottbus, Frankfurt (Oder) und Perleberg
- Radio Eins – Tagesbegleitprogramm für Hörer ab 25 Jahren in Kooperation mit dem SFB
- Fritz – Jugendradio in Kooperation mit dem SFB
- Inforadio – Nachrichten- und Informationswelle in Kooperation mit dem SFB
- Radio Kultur – Kulturwelle in Kooperation mit dem SFB
- Radio 3 – Klassik- und Kulturwelle (bis 2000 in Kooperation mit dem SFB und dem NDR und anschließend bis 31. Dezember 2002 in Kooperation mit dem NDR, dann vom ORB alleine weiter geführt)

### Fernsehen
Bis zum Zeitpunkt der Fusion mit dem SFB am 1. Mai 2003 strahlte der ORB somit alleine oder in Kooperation mit anderen Hörfunk- und Fernsehanstalten folgende Programme aus:
- Das Erste – Gemeinschaftsprogramm der ARD
- ORB-Fernsehen – regionales Fernsehprogramm für Brandenburg
- Phoenix – gemeinsamer Ereigniskanal der ARD und des ZDF
- KiKA – Kinderkanal von ARD und ZDF
- ARTE – deutsch-französischer Kulturkanal
- 3sat – Kulturkanal von ARD, ZDF, ORF, und SRF

## Bekannte ORB-Produktionen
Der ORB produzierte für die ARD unter anderem auch Kriminalfilme der Sendereihe Polizeiruf 110 und die Sendung Polylux.
Anerkennung erhielt der ORB für seine Dokumentationen zur Aufarbeitung der DDR-Geschichte, darunter die 1995 mit dem Adolf-Grimme-Preis ausgezeichnete Reihe Chronik der Wende.
Ein viel beachtetes Format war auch die deutsch-polnische Sendung Kowalski trifft Schmidt. Sie wurde gemeinsam von Deutschen und Polen zum gegenseitigen Verständnis ins Leben gerufen und wird auch vom RBB fortgeführt. Im Jahr 2001 wurde die Sendung mit dem Deutsch-Polnischen Journalistenpreis ausgezeichnet.